# Raptor house
Raptor house también llamado changa tuki es un género musical electrónico bailable, que se originó en Caracas, Venezuela, en las barriadas de dicha ciudad, a finales de la década de los 90's y popularizado en fiestas llamadas matinées realizadas en discotecas caraqueñas. Sus influencias se basan en el sonidos de ritmos AfroVenezolanos y house, tribal y el techno  noventero. Aparte, sus bailarines y seguidores son conocidos con el término peyorativo de tukis.
Dicho género, fue calificado negativamente en sus inicios por sectores venezolanos de clase alta y media, quienes adjudicaban que sus simpatizantes en su mayoría eran delincuentes o de escasos recursos, mientras que críticos musicales, expresaban que ha sido un reflejo perfecto de la violencia y la adrenalina de las zonas pobres, que vivían ese momento, dando resultados favorecedores, como que muchos fanáticos hayan avanzado profesionalmente e incluso fundado escuelas de bailes.
A principios de los años 2010, tiene una reivindicación social, con el segundo auge llevado por nuevos exponentes y una notoria desvinculación con el barrio, que ha producido que se haya movido a públicos más amplios e internacionales.

## Orígenes y desarrollo
El género fue creado por DJ Baba, a finales de los 90's, que empezó a sonar en «parrandas» improvisadas en casas de las zonas populares de la ciudad de Caracas, catia propatria El artista se inspiró en el techno y el house noventero que se escuchaba en las minitecas y lo adaptó a su estilo, obteniendo un tipo de tribal con sintetizadores estridentes y sabor caribeño. Pero no fue a principios de los 2003s cuando empezó a ser escuchado en las discotecas de dicha localidad. Una de las más conocidas fue iguana , donde su dueño realizaba las fiestas llamadas matinées. Las mismas, consisten en celebraciones vespertinas para menores de edad, que desde la década de 1970 se realizaban en muchos locales caraqueños dirigidas mayormente a jóvenes oriundos de barrios y suburbios aledaños. Allí, se empezó a realizar bailes entre bandas de jóvenes que tenían disputas y quienes concursaban para ser el mejor bailarín. Más tarde, el género permeó en varios estratos sociales y clubs nocturnos del panorama urbano.
Poco después DJ Yirvin, junto a Baba, llevó a popularizar las fiestas y se empezaron a realizarse en las ciudades principales de Venezuela, junto con las distribución de videos musicales bailables llamados Máquina Latina o Adrenalina, donde se hicieron conocidos bailarines como: Elberth "El Maestro", Víctor "El Heredero", Eduardo "Silvestre", entre otros. Además, otros productores como DJ Javith, Byakko, Dj Deep, Dj Armando, Dj Linares, dj yoiser,Dj Ronald TRHP y Marvin DJ empezaron a producir temas, entre los que se destacan «Caracas de noche» y remixes de samples de Aqua, Def Rhymz y Vengaboys. Luego aparecen subgéneros como el hard fusion y el tuki bass.
El declive comercial del raptor house en Venezuela, vino a principios de 2007, debido a los encuentros violentos suscitados en los locales donde se realizaban los bailes y las severas leyes impuestas por el gobierno venezolano, quien promulgó la reforma de la Ley Orgánica de Protección a los Niños, Niñas y Adolescentes (LOPNA). Dichas acciones fue poco a poco pereciendo la escena musical, hasta prácticamente desaparecer de manera orgánica antes de finalizar la década, y la gran mayoría de sus participantes buscaron «refugio» en otras tribus urbanas.
En 2012, una nueva ola internacionaliza y resurge el género, especialmente en Europa, de la mano de grupos como Buraka Som Sistema. Aparte, llegan a la radio temas como «Pan con mortadela» y «Petarazo» y la crítica especializada empieza a documentar su influencia y aporte en la música contemporánea, con exposiciones en teatros venezolanos y demás.
En 2018, debido a la crisis en Venezuela y a la emigración venezolana a países vecinos de dicha nación, el género ha tenido aceptación específicamente en Perú, donde se organizan incluso festivales relacionados en la ciudad de Lima.

## Subgéneros
- Hard fusion
- Tuki bass
- Street House
- Raptordrill